# Thailand op de Olympische Zomerspelen 1976
Thailand nam deel aan de Olympische Zomerspelen 1976 in Montréal, Canada. De bokser Payao Poontarat schreef geschiedenis voor zijn land door de allereerste olympische medaille te winnen.

## Medaillewinnaars

### 3Brons
- Payao Poontarat - Boksen, mannen lichtvlieggewicht

## Deelnemers en resultaten per onderdeel

### Atletiek
Mannen, 4x100 meter estafette
- Anat Ratanapol, Suchart Jairsuraparp, Somsakdi Boontud en Sayan Paratanavong
  - Serie - 40.53s
  - Halve finale - 40.68s (→ ging niet verder)

### Boksen
Mannen lichtvlieggewicht (-48 kg)
- Payao Poontarat
  1. Eerste ronde - versloeg  Remus Cosma , 4:1
  2. Tweede ronde - versloeg  Aleksandr Tkachenko , 3:2
  3. Kwartfinale - versloeg  György Gedó , 4:1
  4. Halve finale - verloor van  Li Byong-Uk , RSC-2 →  Brons

Mannen vlieggewicht (-51 kg)
- Somchai Putapibarn
  1. Eerste ronde - verloor van Jung Chul-Kim (KOR), 0:5

### Boogschieten
Vrouwen, individueel:
- Am. Kaewbaidhoon - 2282 punten (→ 18e plaats)

Mannen, individueel:
- Vallop Potaya - 2060 punten (→ 35e plaats)
- Vichit Suksumpong - 2032 punten (→ 36e plaats)

### Wielersport
Mannen individuele wegwedstrijd
- Panya Dinmuong Singprayool - niet gefinisht (→ niet geklasseerd)
- Alee Wararong - niet gefinisht (→ niet geklasseerd)
- Chartchai Juntrat - niet gefinisht (→ niet geklasseerd)
- Prajin Rungrote - niet gefinisht (→ niet geklasseerd)

Mannen 1.000m tijdrit
- Taworn Tarwan - 1:15.136 (→ 27e plaats)

Mannen 1.000m sprint (scratch)
- Taworn Tarwan - 24e plaats

Amerikaanse Maagdeneilanden · Andorra · Antigua en Barbuda · Argentinië · Australië · Bahama's · Barbados · België · Belize · Bermuda · Bolivia · Bondsrepubliek Duitsland · Brazilië · Bulgarije · Canada · Chili · Colombia · Costa Rica · Cuba · Denemarken · Dominicaanse Republiek · Duitse Democratische Republiek · Ecuador · Egypte · Fiji · Filipijnen · Finland · Frankrijk · Griekenland · Groot-Brittannië · Guatemala · Haïti · Honduras · Hongarije · Hongkong · Ierland · IJsland · India · Indonesië · Iran · Israël · Italië · Ivoorkust · Jamaica · Japan · Joegoslavië · Kaaimaneilanden · Kameroen · Koeweit · Libanon · Liechtenstein · Luxemburg · Maleisië · Marokko · Mexico · Monaco · Mongolië · Nederland · Nederlandse Antillen · Nepal · Nicaragua · Nieuw-Zeeland · Noord-Korea · Noorwegen · Oostenrijk · Pakistan · Panama · Papoea-Nieuw-Guinea · Paraguay · Peru · Polen · Portugal · Puerto Rico · Roemenië · San Marino · Saoedi-Arabië · Senegal · Singapore · Sovjet-Unie · Spanje · Suriname · Thailand · Trinidad en Tobago · Tsjecho-Slowakije · Tunesië · Turkije · Uruguay · Venezuela · Verenigde Staten · Zuid-Korea · Zweden · Zwitserland